# Kanał Dniepr-Bug

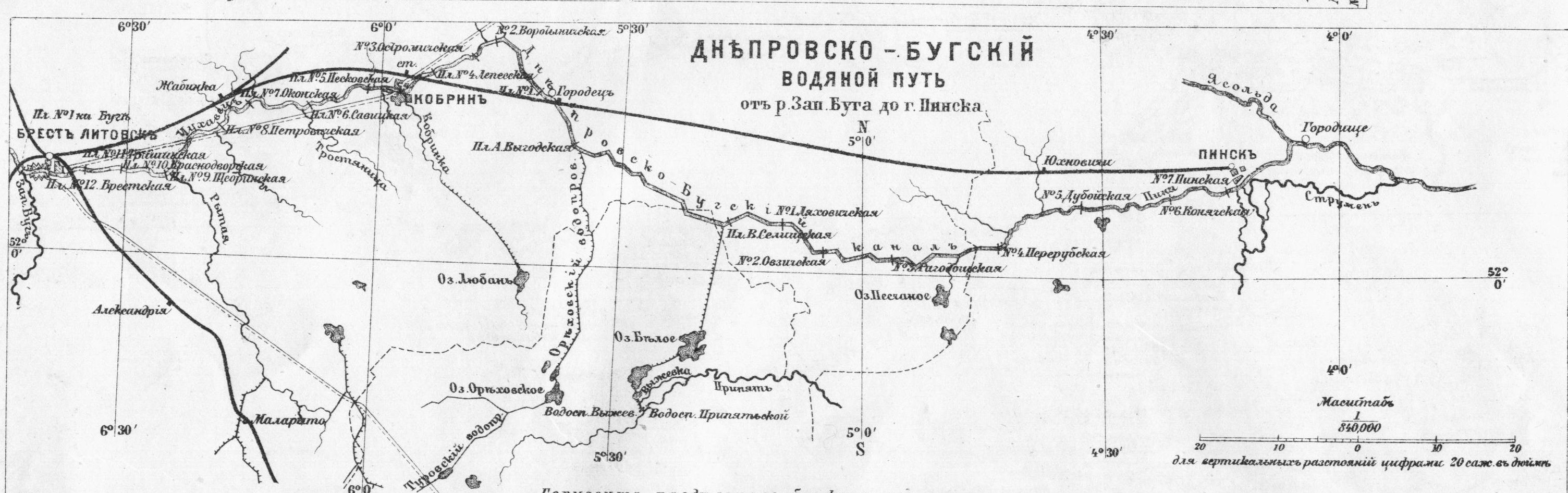
Kanał na mapie z czasów carskich

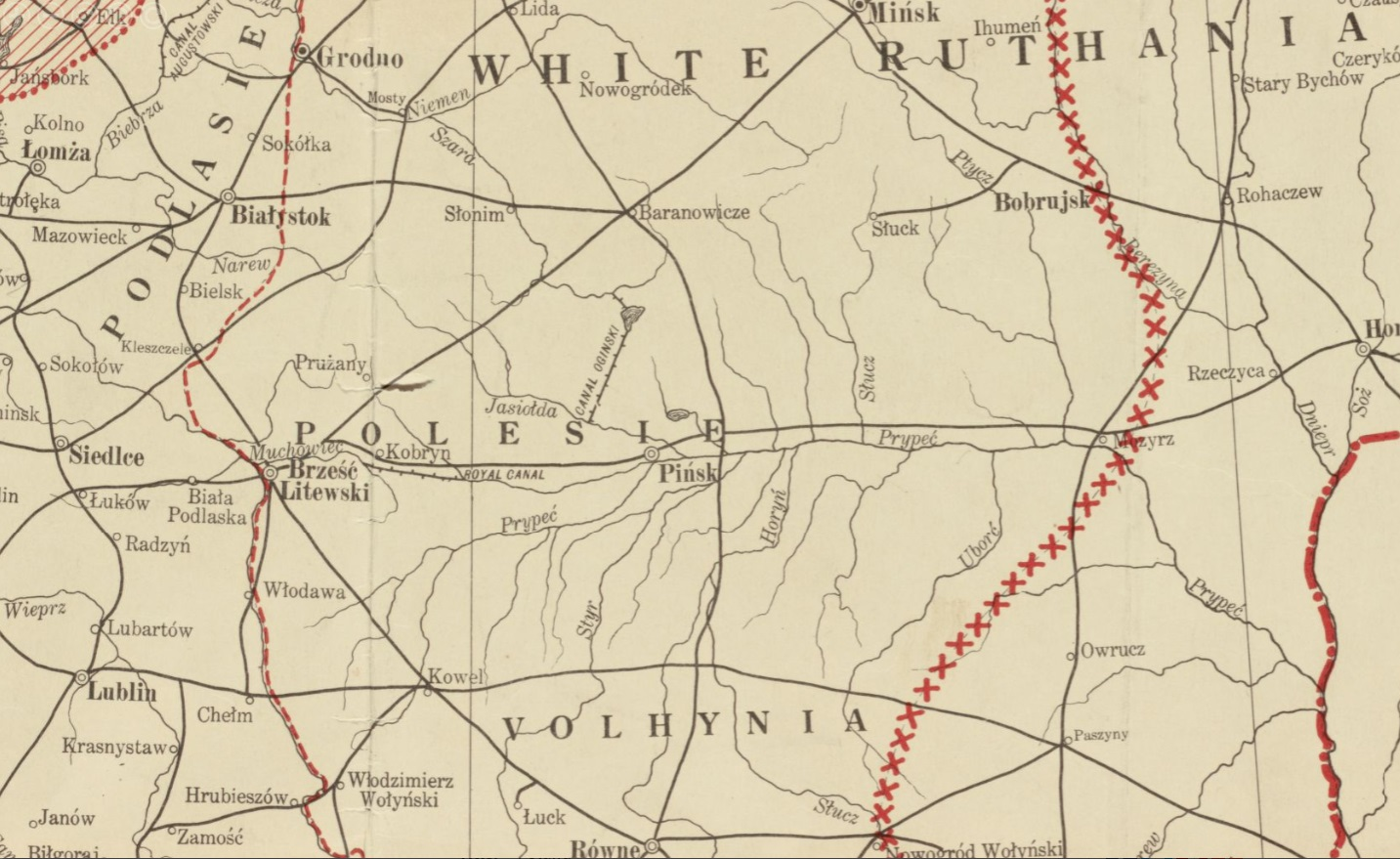
Kanał Królewski na mapie Polski z 1920 roku

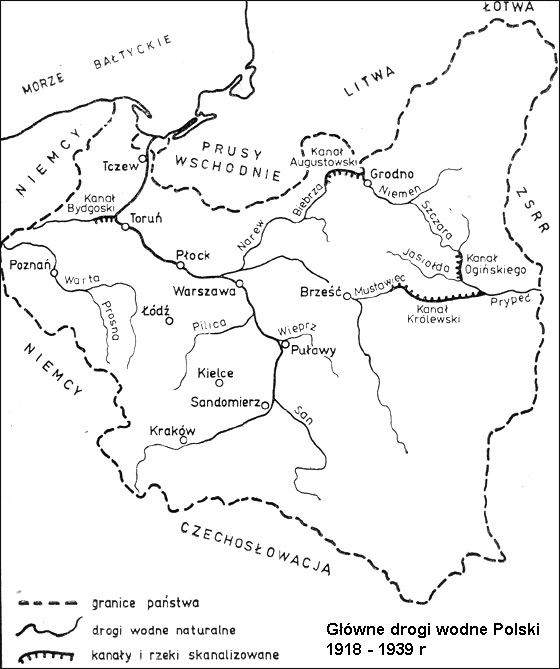
Główne drogi wodne II Rzeczypospolitej

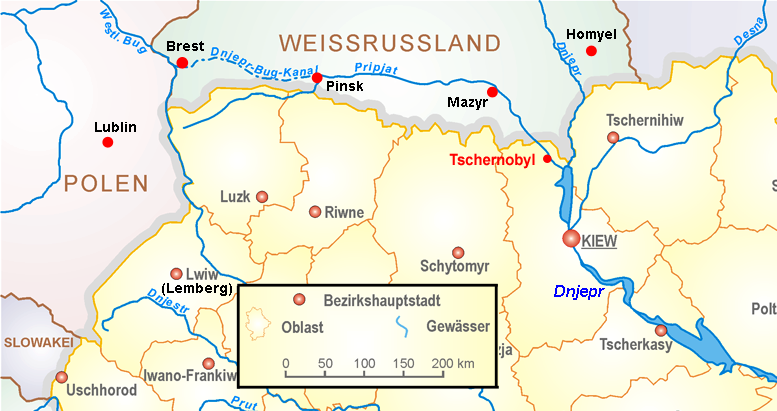
Położenie kanału na dzisiejszym pograniczu białorusko-ukraińskim

Kanał Dniepr–Bug (biał. Дняпроўска-Бугскі канал, Dniaprouska-Buhski kanał; ros. Днепровско-Бугский канал, Dnieprowsko-Bugskij kanał; hist. Kanał Królewski) – kanał żeglowny na Białorusi, łączy Dniepr (w Pińsku, przez Pinę, dopływ Prypeci) z Wisłą (w Kobryniu, przez Muchawiec, dopływ Bugu), więc łączący Morze Czarne z Bałtykiem. Zbudowany w latach 1775–1784, rozbudowany w latach 1846-1848.
Podstawowa część kanału została zbudowana w latach 1775–1784 w czasach panowania króla Stanisława Augusta Poniatowskiego. Budowa związana była z modernizacją państwa mającą na celu skomunikowanie różnych części Rzeczypospolitej za czasów saskich i stanisławowskich. Inicjatorem budowy kanału był Michał Ogiński, a pracami kierował jego przyjaciel i powiernik Mateusz Butrymowicz. Po zakończeniu budowy Kanału Królewskiego wiosną 1784 r. Butrymowicz wysłał do Warszawy całą flotyllę statków z towarami poleskimi: świeżym miodem, woskiem, suszonymi rybami i grzybami, kaszą jęczmienną, łojem  wołowym itp., co zaskoczyło ludność stolicy i samego króla. We wrześniu 1784 roku król Stanisław Poniatowski osobiście otworzył kanał dla żeglugi. Wówczas nadano mu nazwę Kanał Królewski.
W czasach II RP kanał był sukcesywnie remontowany (1929–1939). Zniszczony w czasie II wojny światowej, a następnie odbudowany. Część śródlądowej drogi wodnej E40 z Gdańska Wisłą, z dotychczas nieustalonym przejściem na Bug i dalej przez Pinę, Prypeć, Dniepr do Limanu Dnieprzańsko-Buskiego i zachodnim brzegiem Morza Czarnego do Bosforu (E90). Obecnie ma głównie znaczenie turystyczne.